# Kate Rattray
Katherine Jane „Kate” Rattray (ur. 31 sierpnia 1962 w Christchurch) – nowozelandzka narciarka alpejska, dwukrotna olimpijka.
W Sarajewie zajęła 29. miejsce w zjeździe, a slalomu giganta nie ukończyła. Cztery lata później zajęła 21. miejsce w slalomie, 28. w supergigancie, zaś slalomu giganta ponownie nie ukończyła.